# Hurbanfalva
Hurbanfalva (szlovákul Hurbanova Ves) község Szlovákiában, a Pozsonyi kerületben, a Szenci járásban.

## Fekvése
Szenctől 10 km-re délre, a Kis-Duna bal partján fekszik.

## Története
A település nem sokkal a Csehszlovák Köztársaság megalakulása után keletkezett a földreformmal, az egykori Pálffy-birtok majorjából. 42 szlovák család alapította, akik a Morva és Miava vidékéről települtek ide. A majorépületeket lebontották és helyükön családi házakat építettek. 1929-ben már 138 lakosa volt és iskolája is felépült. 1938-ban takarékszövetkezet és szeszfőzde is működött itt. A település 1956-ban kapta meg a teljes önállóságot. A községnek ma 100 férőhelyes kultúrháza, vendéglője, élelmiszerboltja van. Lakói főként mezőgazdasággal foglalkoznak, illetve a közeli Pozsony ipari üzemeiben dolgoznak.

## Népessége
| Év:            | 1994. | 2004.    | 2014.    | 2024.     |
| -------------- | ----- | -------- | -------- | --------- |
| Emberek száma: | 212   | 263      | 303      | 702       |
| Eltérés:       |       | +24,05 % | +15,20 % | +131,68 % |

| Év:            | 2023. | 2024.   |
| -------------- | ----- | ------- |
| Emberek száma: | 682   | 702     |
| Eltérés:       |       | +2,93 % |

1991-ben 190 lakosából 59 magyar volt.
2001-ben 228 lakosából 35 magyar volt.
2011-ben 288 lakosából 237 szlovák és 32 magyar volt.

## Nevezetességei
- A Kis-Duna közelsége a vízisportok számára kiváló lehetőséget nyújt.
- A településen lovasiskola is működik.

## Külső hivatkozások
- Hivatalos oldal Archiválva 2007. szeptember 27-i dátummal a Wayback Machine-ben
- Községinfó
- Hurbanfalva Szlovákia térképén
- Tourist-channel.sk
- E-obce.sk